# Actaea spicata

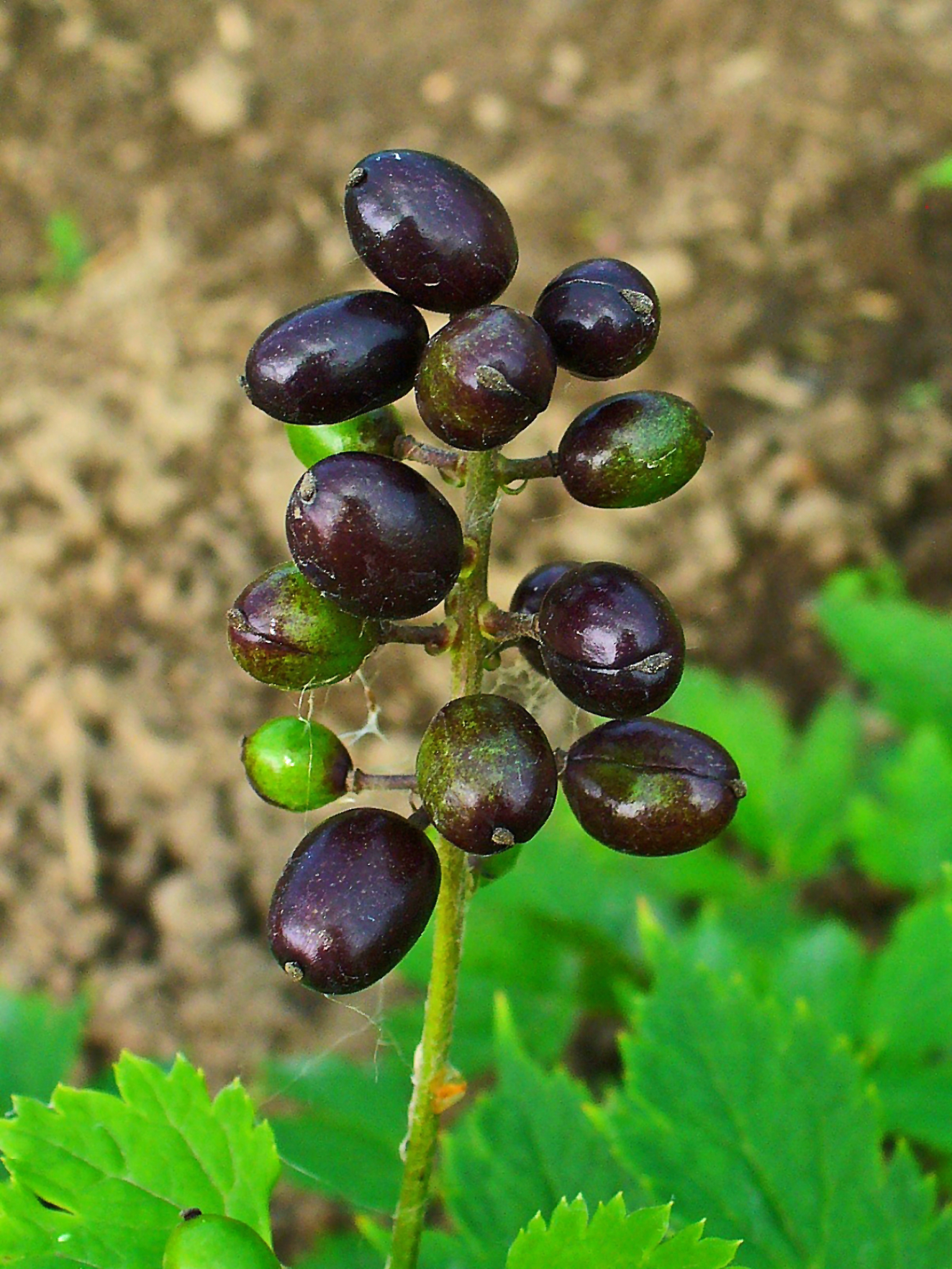
Les baies fortement toxiques de l’actée

Actée en épi, Raisin de loup
Pour les articles homonymes, voir Actaea, Actée, Raisin de loup et Spicata.
Espèce
Classification APG III (2009)
Statut de conservation UICN

 LC  : Préoccupation mineure
L'Actée en épi (Actaea spicata) est une espèce d’arbrisseaux de la famille des Renonculacées. Ses baies sont très toxiques.

## Description
Plante vivace de 30 à 80 cm. La souche est vivace et épaisse. Feuilles composées aux folioles dentées en scie. Les fleurs sont blanches et petites en grappe. Les baies noires contiennent de nombreuses graines.

## Toxicité
Toute la plante est toxique et peut provoquer une gastro-entérite, une accélération du rythme cardiaque avec chute de tension et un malaise qui disparaissent souvent en trois heures ; il y a un risque de collapsus. Elle entraîne rarement la mort. L'utilisation du rhizome en médecine populaire est déconseillée.
La toxicité des baies vient de la présence d'un alcaloïde : l'actéine, et de la proto-anémonine.[réf. nécessaire]
On utilise en médecine homéopathique les parties souterraines pour les arthroses déformantes des doigts en 5CH.
Référence : Matière médicale Guermonprez.[source insuffisante]

## Habitats
Forêts humides, ravins, rochers, souvent sur calcaire ; étage collinéen et montagnard (de 0 à 2 300 mètres d'altitude).
Ses facteurs écologiques selon l'"échelle des valeurs de Landolt", sont F.434-133-h, plante forestière poussant dans des sols humides, peu acides et riches, dans des endroits très ombragés à l'étage montagnard, presque partout en Suisse; Les bourgeons végétatifs de cette plante herbacée sont au niveau du sol.

## Répartition
Europe et Asie tempérées, Sibérie, Indes.

## Statuts de protection, menaces
L'espèce n'est pas encore évaluée à l'échelle mondiale par l'UICN. En Europe et en France elle est classée comme non préoccupante .
Toutefois localement l'espèce est considérée en danger-critique (CR) en Basse-Normandie ; en danger (EN) en Île-de-France, Limousin et Nord-Pas-de-Calais ; comme vulnérable (VU) en Picardie ; quasi menacée (NT), proche du seuil des espèces menacées ou qui pourraient l'être si des mesures de conservation spécifiques n'étaient pas prises, en Haute-Normandie, Alsace, Champagne-Ardennes et Bourgogne.[réf. nécessaire]

## Noms populaires
Raisin de loup, Cristophoriane, Ellebore noir (à éviter car risque de confusion avec Helleborus niger L.), Herbe de Saint Christophe, Herbe aux poux.